# Bomaanslag op Sterling Hall op 4 augustus 1970

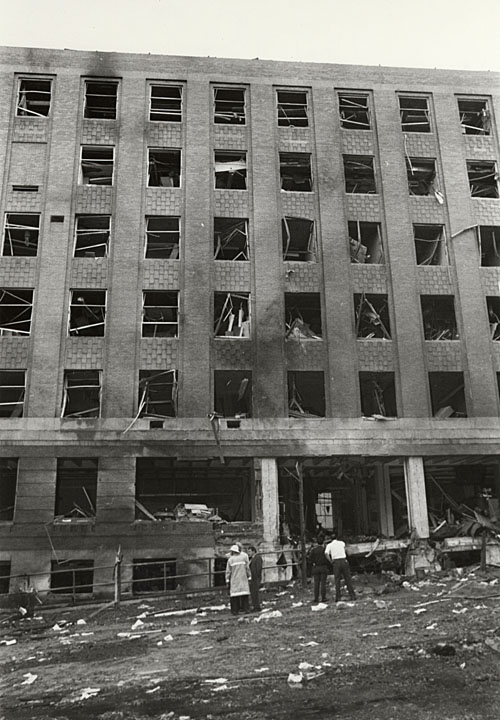
Sterling Hall na de aanslag

De bomaanslag op Sterling Hall (Engels: Sterling Hall bombing) was een bomaanslag die op 4 augustus 1970 plaats had op de Universiteit van Wisconsin-Madison. Deze aanslag werd gepleegd door vier jongeren uit protest tegen geleverde diensten van onderzoeksafdelingen van de universiteit aan het Amerikaanse leger met betrekking tot de Vietnamoorlog. Bij de aanslag verloor een universiteitsonderzoeker het leven en raakten drie anderen gewond.

## Achtergrond
Tijdens de Vietnamoorlog was op de 2e, 3e en 4e verdieping van het gebouw Sterling Hall op de Universiteit van Wisconsin-Madison de door het leger gefinancierde denktank Army Mathematiccs Research Center (ARMC) gelokaliseerd. Daar werkten 45 onderzoekers onder leiding van J. Barkley Rosser. In de universiteitskrant The Daily Cardinal verscheen een serie artikelen dat de denktank in opdracht van het Amerikaanse Ministerie van Defensie onderzoek verrichtte, dat direct betrekking had op de oorlog in Vietnam. Sterling House werd daarom een plek voor veel demonstraties tegen de oorlog.
De aanslag werd gepleegd door Karleton Armstrong, Dwight Armstrong, David Fine, en Leo Burt. Zij noemden zich de New Year’s Gang. De naam was een verwijzing naar een eerdere – mislukte – aanslag. Dwight en Karleton hadden toen samen met Karletons vriendin Lynn Schultz een vliegtuig gestolen en zelfgemaakte explosieven uit de lucht geworpen op een munitiefabriek. De explosieven gingen echter niet af. Karleton Armstrong was daarna betrokken geweest bij meerdere (pogingen tot) aanslagen. Zo had hij geprobeerd explosieven te plaatsen bij een elektriciteitscentrale die elektriciteit leverde aan een wapenfabriek, maar was afgeschrikt door een nachtelijke wacht.
De bom ontplofte om 3:42 lokale tijd. Het was de bedoeling dat deze de gehele onderzoeksafdeling van de ARMC op de verschillende verdiepingen zou vernietigen. Bij de explosie raakten verschillende omliggende gebouwen beschadigd, maar de onderzoeksafdeling zelf nauwelijks. In totaal was er voor 2.1 miljoen dollar aan schade. De onderzoeker Robert Fassnacht, die verder niet betrokken was bij het ARMC, verloor het leven. Voor de aanslag werd gebruikgemaakt van een gestolen bestelwagen. Daarin werd een bom geplaatst van tweeduizend pond die onder andere bestond uit ammoniumnitraat en oliebrandstof.
De aanslagplegers vierden aanvankelijk hun succes bij een vrachtwagenstopplaats, maar sloegen op de vlucht nadat ze hadden vernomen dat er een dode was gevallen bij de aanslag. Zij werden geplaatst op de opsporingslijst FBI Ten Most Wanted Fugitives.

## Betrokkenen

### Daders

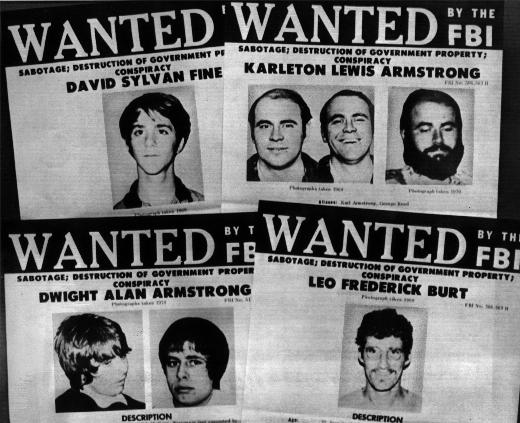
Opsporingsposter van de FBI kort na de aanslag

#### Karleton Armstrong
Karleton Armstrong was de oudste van de aanslagplegers. Hij kwam in 1964 naar de universiteit van Wisconsin-Madison. Hij radicaliseerde door de Vietnamoorlog en stopte een jaar later met school. Hij had verschillende baantjes, maar keerde in 1967 terug naar de universiteit. Na de aanslag dook hij onder. Armstrong werd op 16 februari 1972 aangehouden in de Canadese stad Toronto en werd veroordeeld tot 23 jaar gevangenisstraf. Hij zou 7 jaar van die straf uitzitten. Daarna keerde de aanslagpleger terug naar Madison, waar hij een sapverkoopwagen en later een eigen delicatessenzaak zou hebben, vlak bij de plek van de aanslag. In een interview in 1986 gaf hij aan dat de aanslag gerechtvaardigd was, maar dat deze "verantwoordelijker had moeten worden uitgevoerd" zodat er geen dode zou zijn gevallen.

#### Dwight Armstrong
Dwight Armstrong was de jongere broer van Karleton en 19 op het moment van de aanslag. Na de aanslag leefde hij in een commune in Toronto onder de naam Virgo. Na een paar maanden ging hij via Vancouver naar San Francisco waar hij aansluiting probeerde te zoeken tot de Symbionese Liberation Army (SLA), een kleine linkse factie die in die tijd Patricia Hearst had ontvoerd. Hij was waarschijnlijk niet actief voor de SLA. Armstrong keerde terug naar Toronto en werd daar op 10 april 1977 gearresteerd. Hij werd tot 7 jaar gevangenisstraf veroordeeld, waarvan hij er 3 jaar uitzat. In 1987 werd hij tot 10 jaar veroordeeld wegens de verspreiding van amfetaminen. Hij zat 4 jaar van de straf uit. Na zijn vrijlating keerde hij terug naar Madison en werkte daar als taxichauffeur. In een interview in 1992 liet hij weten nog steeds achter de aanslag te staan. In januari 2001 kocht hij samen met zijn broer een delicatessenzaak. Op 20 juni 2010 overleed Armstrong aan longkanker op de leeftijd van 58 jaar.

#### David Fine
David Fine kwam in 1969 op de leeftijd van 17 jaar naar Madison. Hij schreef voor de universiteitskrant The Daily Cardinal. Hij ontmoette Karleton Armstrong voor de eerste keer in de zomer van 1970. Hij was de jongste aanslagpleger. Fine werd op 7 januari 1976 aangehouden in San Rafael. Ook hij werd veroordeeld tot 7 jaar gevangenisstraf, waarvan hij er 3 jaar uit zat. In 1987 slaagde hij in Oregon voor zijn advocatenexamen, maar werd niet toegelaten tot de beroepsgroep, omdat hij "gefaald had om een goed moreel karakter te tonen". Fine vocht de beslissing aan tot het hooggerechtshof van de staat Oregon, maar ook de rechters daar waren het eens met de afwijzing. Tegenwoordig is Fine getrouwd en werkt in de rechtsondersteuning.

#### Leo Burt
Leo Burt was 22 jaar oud ten tijde van de aanslag en schreef ook voor The Daily Cardinal. Hij kwam naar Wisconsin wegens zijn interesse in het roeien. Hij vluchtte samen met Fine naar Canada, maar is sindsdien spoorloos.